# Gers (IGP)
Pour les articles homonymes, voir Gers.
Le gers, anciennement appelé Vin de Pays du Gers de 1968 à 2009, est un vin français d'indication géographique protégée régionale (le nouveau nom des vins de pays) produit sur l'ensemble du vignoble du département du Gers.

## Histoire
Le décret du 13 septembre 1968 donna naissance aux vins de pays en les distinguant des vins de table et en y ajoutant obligatoirement le nom du département, d'où l'apparition du « vin de pays du Gers ». 
Actuellement, seuls peuvent prétendre à l’Indication géographique protégée « Gers », les vins initialement reconnus par le décret de 1968. Le Gers possède le label européen IGP qui remplace le label vin de pays depuis 2009.

## Géographie

### Géologie et orographie
Ce terroir viticole est constitué de sols argilo-calcaires, sables, galets, argiles et calcaires gréseux. Le relief est formé de collines arrondies à l’ouest et de vallées creusées dans des bancs calcaires à l’est.
On distingue trois terroirs : « celui de la « Ténarèze » (au centre et au nord), les sols y sont à dominante argilo-calcaire ; plus au sud et à l’est, dans la zone du Haut-Armagnac, les vignes s’épanouissent sur des graves et des peyrusquets ; enfin, plus à l’ouest, vers les Landes argileuses, voire sablonneuses, dans le terroir du Bas-Armagnac ». 

### Climat
Son vignoble bénéficie d'un climat tempéré-océanique et semi-continental. Ce climat est caractérisé par des étés chauds, des automnes doux et ensoleillés, il est de type océanique. Seules quelques influences méditerranéennes sont sensibles au sud et à l’est.

## Vignoble

### Présentation
Le Gers (IGP) est un label viticole dont les vins sont produits dans le vignoble du Sud-ouest. La zone géographique de ce vin s’étend sur le département du Gers.

### Encépagement
Les cépages utilisés sont régionaux avec quelques exceptions dont le chardonnay et la syrah.
Blancs : Gros manseng, Ugni blanc, Colombard, Arrufiac, Baroque, Petit Courbu, Mauzac.
Rouges : Courbu noir, Jurançon noir, Manseng noir, Tannat, Cabernet franc, Cabernet sauvignon, Côt, Merlot.

### Pratiques culturales
Depuis 1973, un décret sur les rendements les limite à 100 hl/ha.

## Vins

### Vinification
Cette IGP se décline dans les trois couleurs rouge, blanc et rosé.
Les progrès techniques (vendange à la maturité recherchée, techniques visant à éviter l’oxydation du moût) permettent une bonne conservation des arômes.

### Types de vin
Les vins blancs représentent 98 % de la production, les vins rouges et rosés atteignent 800 hectolitres. Tous ces vins sont très aromatiques avec des notes fruitées et florales. Il est à noter que les vins moelleux présentent des arômes plus évolués de fruits mûrs.

### Vins et terroirs
La zone de la Ténarèze donne des vins rouges charpentés, gras et très aromatiques, celle du Haut-Armagnac, des vins blancs équilibrés et fins enfin celle du Bas-Armagnac, des vins blancs aux arômes fruités marqués par de nuances de fleurs.

### Gastronomie
Le gers blanc se présente dans une robe jaune pâle et aux reflets verts. Il a un nez fruité et délicat. La bouche est vive et légère. Ce vin s'apprécie sur des fruits de mer.
Le gers moelleux, possède une belle robe jaune or, son nez est marqué par les fruits confits et des notes miellées. Ce vin, léger et friand, s'accorde avec un foie gras.
Le gers rouge à la robe grenant, dégage au nez des fruits rouges. Il est à boire sur des charcuteries.
Le gers rosé, avec sa robe saumon, son nez marqué par les fruits rouges, a une bouche désaltérante et fraîche. Il accompagne les apéritifs, les pizzas, etc..

### Structure des exploitations
La production est assurée par trois caves coopératives et deux négociants vinificateurs. Quelques caves particulières élaborent des vins du Gers depuis 2005.

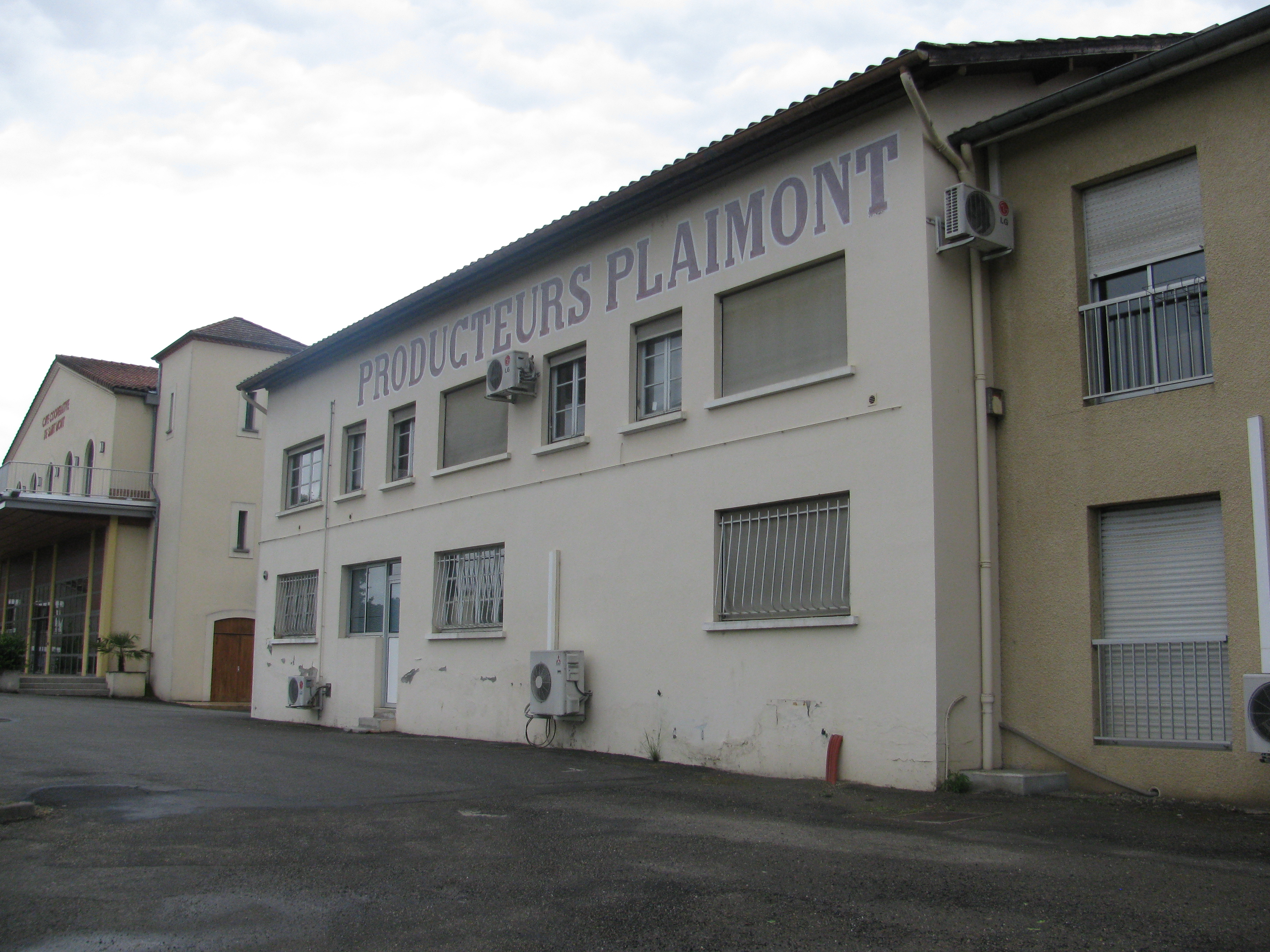
Cave à Saint-Mont
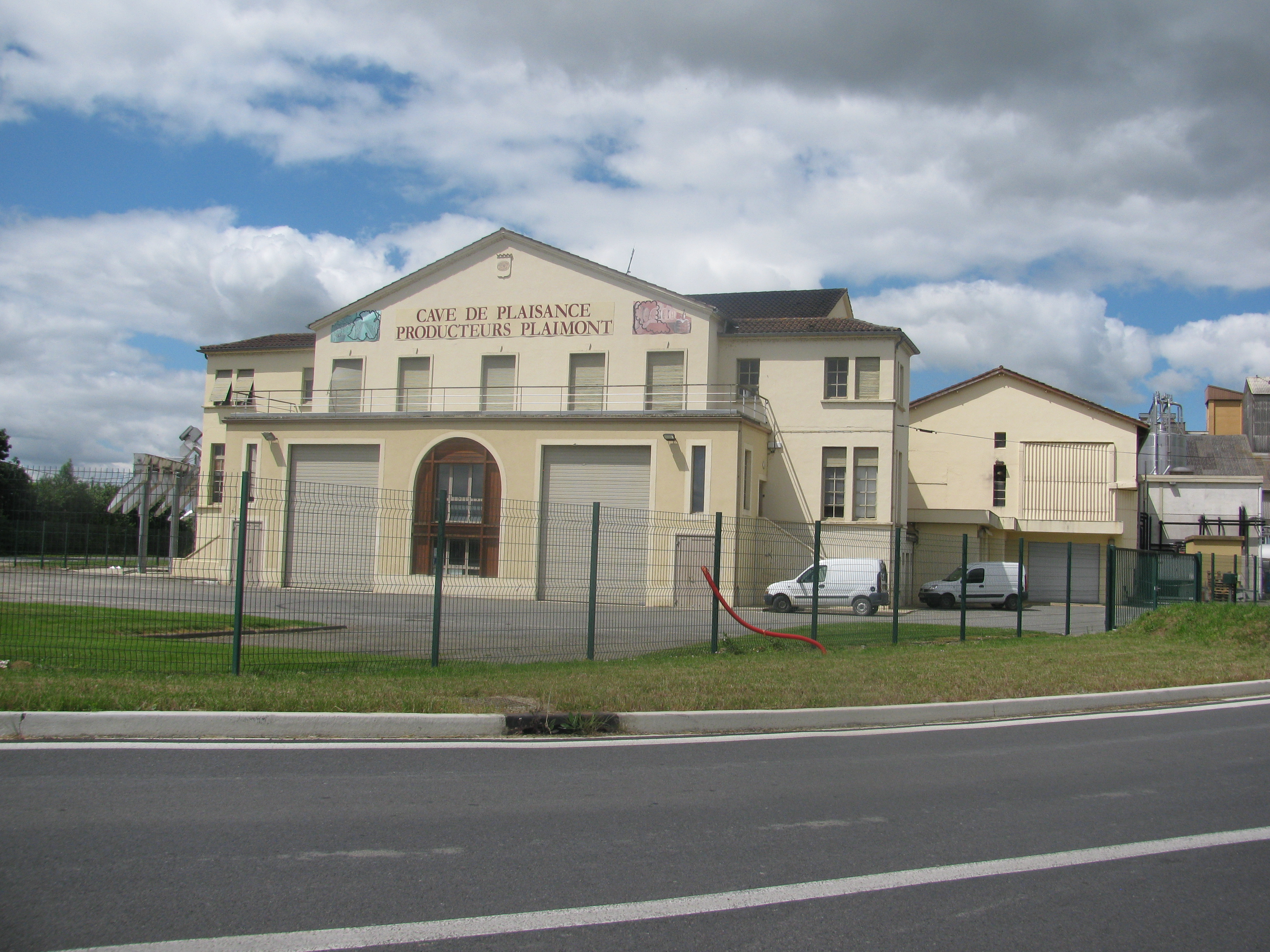
Cave à Plaisance

### Commercialisation
La production a atteint un potentiel commercial annuel de 50 000 hectolitres environ.
L’export vers le nord de l’Europe est important. Les marchés nord-américains et asiatiques se
développent.